# Kastad kulle
Kastad kulle är ett litet naturreservat om 3,5 hektar som ligger nära riksväg 50, 4 km sydväst om Vadstena i västra Östergötland. Reservatet ingår i EU:s nätverk av värdefull natur, Natura 2000 och förvaltas av Länsstyrelsen Östergötland.
Den speciella jordmånen i kombination med bete gör att det i reservatet finns en mycket särpräglad flora. Här växer arter som fältvädd, spåtistel, krissla, toppjungfrulin, backklöver, backsmultron, backsippa och den mycket sällsynta luddvedeln.
På toppen av kullen finns fornlämningar från järnåldern, en domarring och gravrösen.

## Naturreservatet
Namnet kommer av byn Kastad vid landsvägen vars efterled -stad är vanligt och förledet Ka- är okänt men skulle kunna vara ett mansnamn.
Naturreservatet var tidigare samfälld mark vilken har köpts loss av Naturvårdsverket. Marken består av 2,5 hektar naturbetesmark och 1 hektar åkermark öster om kullen. Beslut om bildandet av naturreservatet togs 21 juni 2001.
Kvalitetsmålet med skötseln av naturreservatet Kastad kulle torräng är att:
- bevara en öppen kalktorräng med de typiska arter som hör till naturtypen på Kastad kulle som luddvedel, toppjungfrulin och fältvädd. De för kalktorrängar karakteristiska växtarterna som finns inom reservatet skall kunna fortleva i livskraftiga bestånd
- genom betesinriktad skötsel göra de kulturhistoriska lämningarna väl synliga i naturreservatet

Skötseln av marken sker genom bete samt särskild hänsyn till grusgropen på grund av de känsliga växtarterna där. Jakt är tillåten inom området. Tillsyn av reservatet skall ombesörjas av naturvårdsförvaltningens personal. Inför naturreservatets öppnande röjdes ungefär 75 % av buskvegetationen bort och området hägnades in vilket bekostades av staten.
Åren 2005-2009 genomfördes EU-Lifeprojektet "Ros och ris" röjdes buskvegetationen successivt bort och betesdjur återinfördes.

## Geologi
Kastad kulle är geologiskt sett en drumlin som höjer sig över det omkringliggande flacka åkerlandskapet. Kullen består av kalkrik morän.
Bergarten under kullen utgörs av kalksten från ordovicium (ca 400 milj. år sedan). Kullen utgörs lösa avlagringar av sandig-moig morän vilken troligen bildats av en söndervittrad kalkstenskolla vilken transporterats hit av inlandsisen.
I kullen finns ett tydligt hak, vilken är en rest av vågors påverkan när Östgötaslätten låg under Yoldiahavet för ungefär 11500 år sedan. Då var havsytan här under cirka 600–700 år. Haket ligger 105 meter över nuvarande havsnivå i Östersjön. Haket syns tydligast på kullens norra och nordöstra sidor
I området finns fler liknande drumliner. Bland annat Örberga kulle som ligger nordväst om Kastad kulle.

## Flora

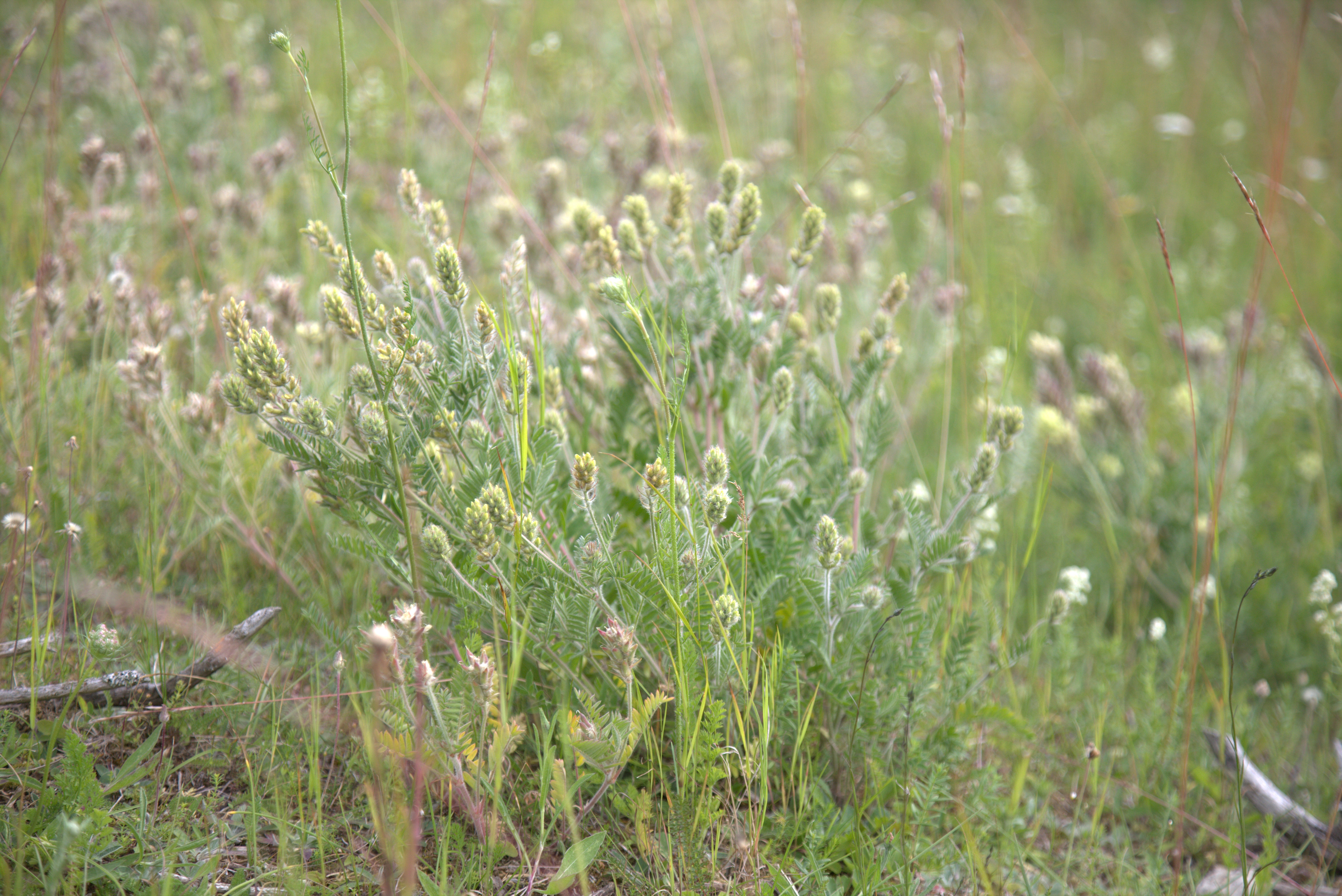
Luddvedel (Oxytropis pilosa) på Kastad kulle i juli 2015.

Marken på kullen är jämfört med omgivande mark torr och mager och brukar kallas kalktorräng eller stäppartad torräng eller stäppäng. Detta då det finns likheter med vegetationen på grässtäppen i Östeuropa och Asien.
Den sällsynta Luddvedeln (Oxytropis pilosa) är ett exempel på växt som har sin huvudutbredning där. På Kastad kulle växer den i södra delen på en före detta grustäkt där det är öppen jord med gles vegetation. Den återfinns endast på fem ytterligare platser på Sveriges fastland (alla i västra Östergötland). Nära den återfinns också toppjungfrulin (Polygala comosa), pimpinell (Sanguisorba minor) och fältvädd (Scabiosa columbaria).
På kullen och även i delar av grustäkten återfinns en torrängsflora. Arters som kan återfinnas där är bland annat backskafting (Brachypodium pinnatum), raklosta (Bromus erectus), backsippa (Pulsatilla vulgaris), spåtistel (Carlina vulgaris), brudbröd (Filipendula vulgaris), backklöver (Trifolium montanum) och backsmultron (Fragaria viridis).
Kullen har hållit på att växa igen då området inte hävdats under cirka 40 år. Delar av området har därför vuxit igen av snår med en (Juniperus communis), slån (Prunus spinosa) och nypon (Rosa). Det förekommer också buskar av hagtorn (Crataegus), oxbär (Cotoneaster) och vildapel (Malus sylvestris). Området i norr har hållits öppet genom oregelbunden slåtter. Andra öppna områden är längs ett par traktorvägar samt uppe på kullens krön. De öppna områdena domineras av knylhavre (Arrhenatherum elatius) och krissla (Inula salicina).
Vid en inventering 1973 förekom följande kryptogamer: islandslav (Cetraria islandica), stängellav (Cladonia gracilis), plyschmossa (Ditrichum flexicaule), kalklockmossa (Homalothecium lutescens), kranshakmossa (Rhytidiadelphus triquetrus) och gruskammossa (Abietinella abietina).

## Fauna
Det förekommer bete på kullen i syfte att hålla marken öppen. Kullen utgör också en oas i det omgivande landskapet för rådjur, hare och sork. Bland fåglar har törnskata, buskskvätta, törnsångare och koltrast noterats. Men åtskilliga andra arter har också häckat på kullen, bland annat gulsparv, hämpling, pilfink, skata, sånglärka, svarthätta, vaktel, ärtsångare, sånglärka, rapphöna, grönfink, ringduva och järnsparv.

## Kultur

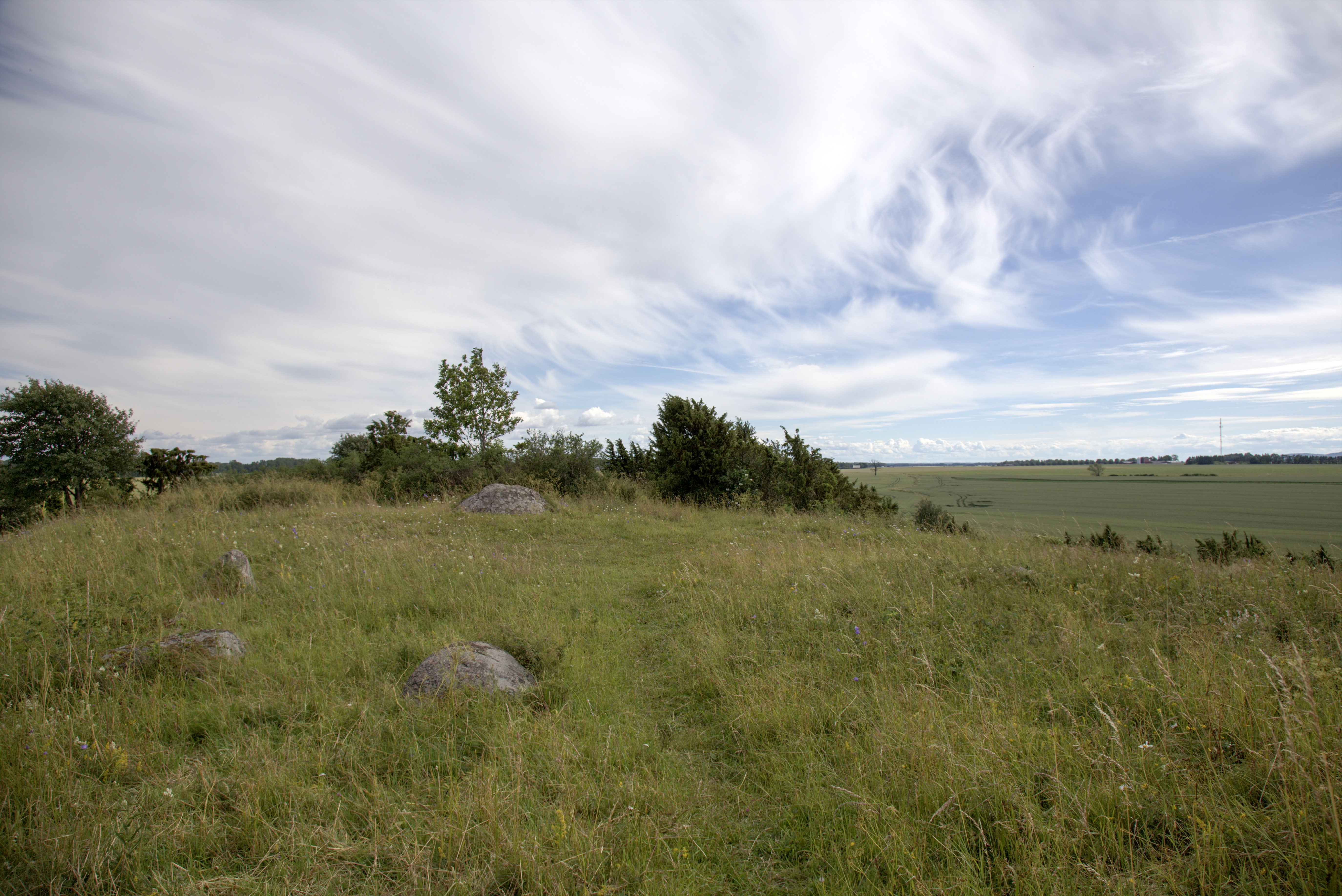
Delar av domarringen på krönet av kullen.

Högst upp på Kastad kulle ligger en rest av ett gravfält från järnåldern (600 f Kr - 1000 e Kr). Gravfältet består av tre runda stensättningar med diametrar på 6–7 meter samt en domarring bestående av 10 stenar av vilka 5 återstår med en diameter på 11–12 meter. En av stenarna i domarringen är rest.
Kastad kulle ingick både vid storskiftet 1764 (då benämnd "högen") och vid laga skiftet 1842 i en stor beteshage tillsammans med omgivande åkermark. Vid det laga skiftet blev den omkringliggande marken istället odlingsmark och kullen blev ett samfällt grustag. Från grustaget togs enligt uppgift till bygget av den smalspåriga järnvägen som låg mellan kullen och nuvarande riksväg 50 och gick mellan Vadstena och Hästholmen.
En gammal stenmur löper kring i stort sett hela kullen vilken troligen lades upp under 1800-talet när omkringliggande mark odlades upp.

## Besök
Kastad kulle ligger ungefär 3,5 kilometer söder om Vadstena längs riksväg 50. Från riksväg 50 går en cirka 500 meter lång grusväg fram till reservatet. Det finns en informationsskylt samt vissa parkeringsmöjligheter vid reservatet. Parken besöks inte särskilt ofta och det bedöms inte finnas någon risk för negativt slitage av marken utan en viss störning bedöms i stället vara positiv för området då det bedöms kunna öka artrikedomen.

### Regler
Utöver generella regler vid vistelse i skog och mark är det vid Kastad kulle torrängs naturreservat förbjudet att
1. förstöra eller skada fast naturföremål eller ytbildning genom att t.ex. borra, spränga, hacka, rista, gräva eller måla
2. på ett störande sätt använda musikinstrument, bandspelare, musikanläggning eller liknande
3. störa djurlivet t.ex. genom att samla ryggradslösa djur
4. medföra hund eller annat husdjur som inte är kopplat eller förvarat i bur
5. göra upp öppen eld
6. bryta kvistar, fälla eller på annat sätt skada levande eller döda träd och buskar samt att skada vegetationen i övrigt genom att gräva upp växter såsom ris, örter, mossor eller lavar
7. tälta eller campa
8. framföra fordon

Dessutom är det förbjudet att utan Länsstyrelsens tillstånd
1. utföra sådan vetenskaplig undersökning eller enstaka studie som kan leda till skada eller annan negativ påverkan på växt- eller djurlivet
2. utnyttja området i kommersiellt syfte

## Bilder

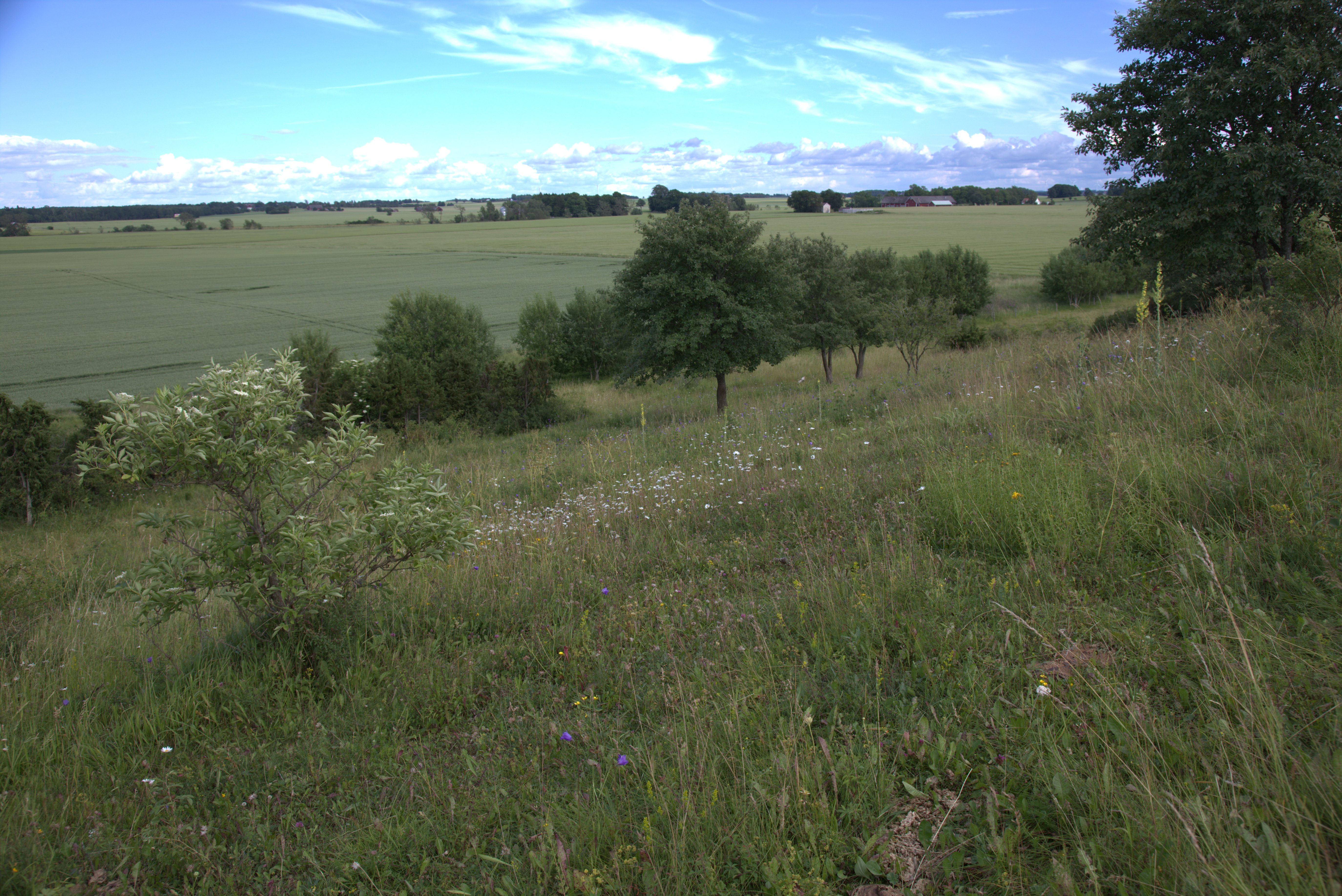
Östra sidan av Kastad kulle.
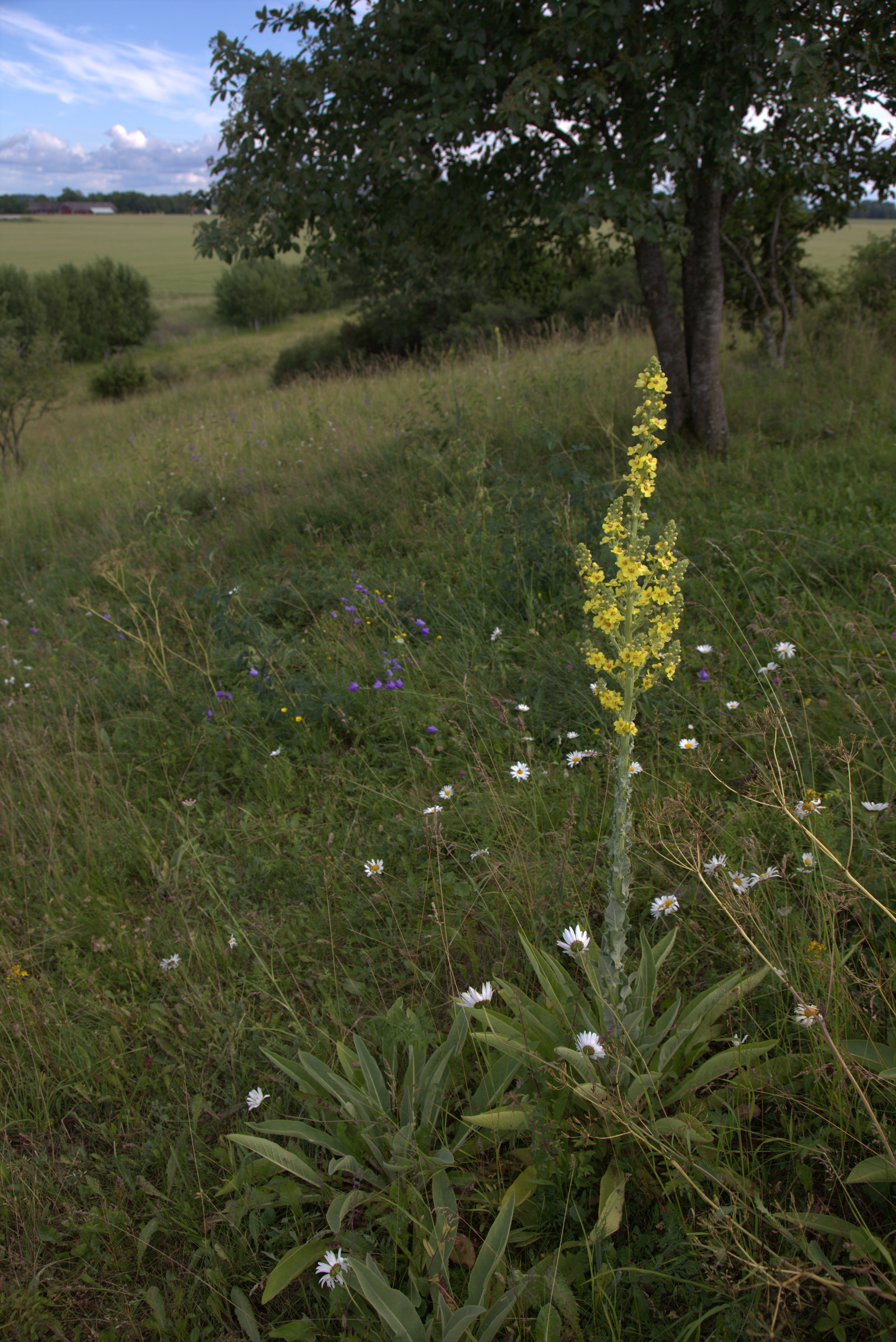
Grenigt kungsljus.
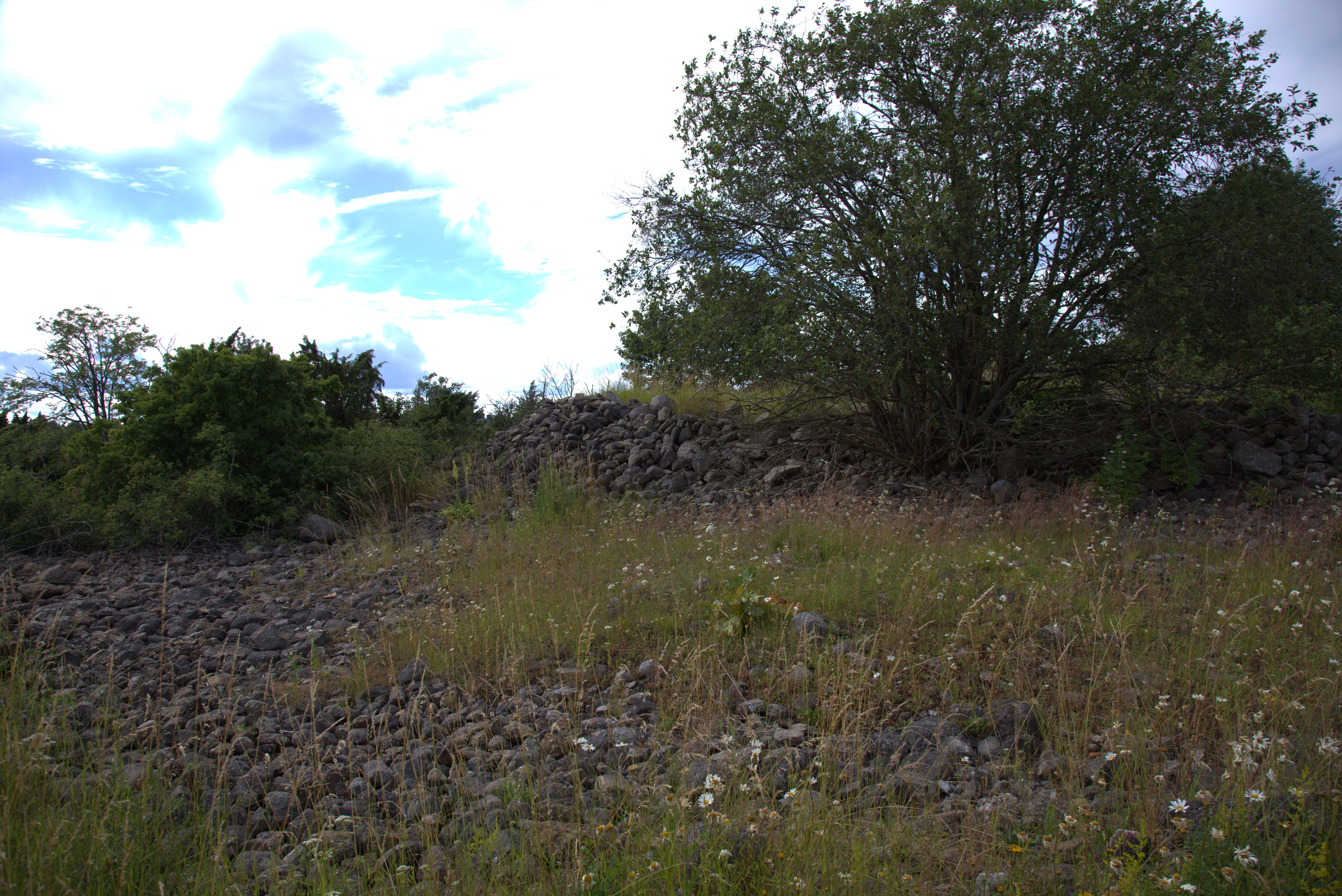
Grustäkt.
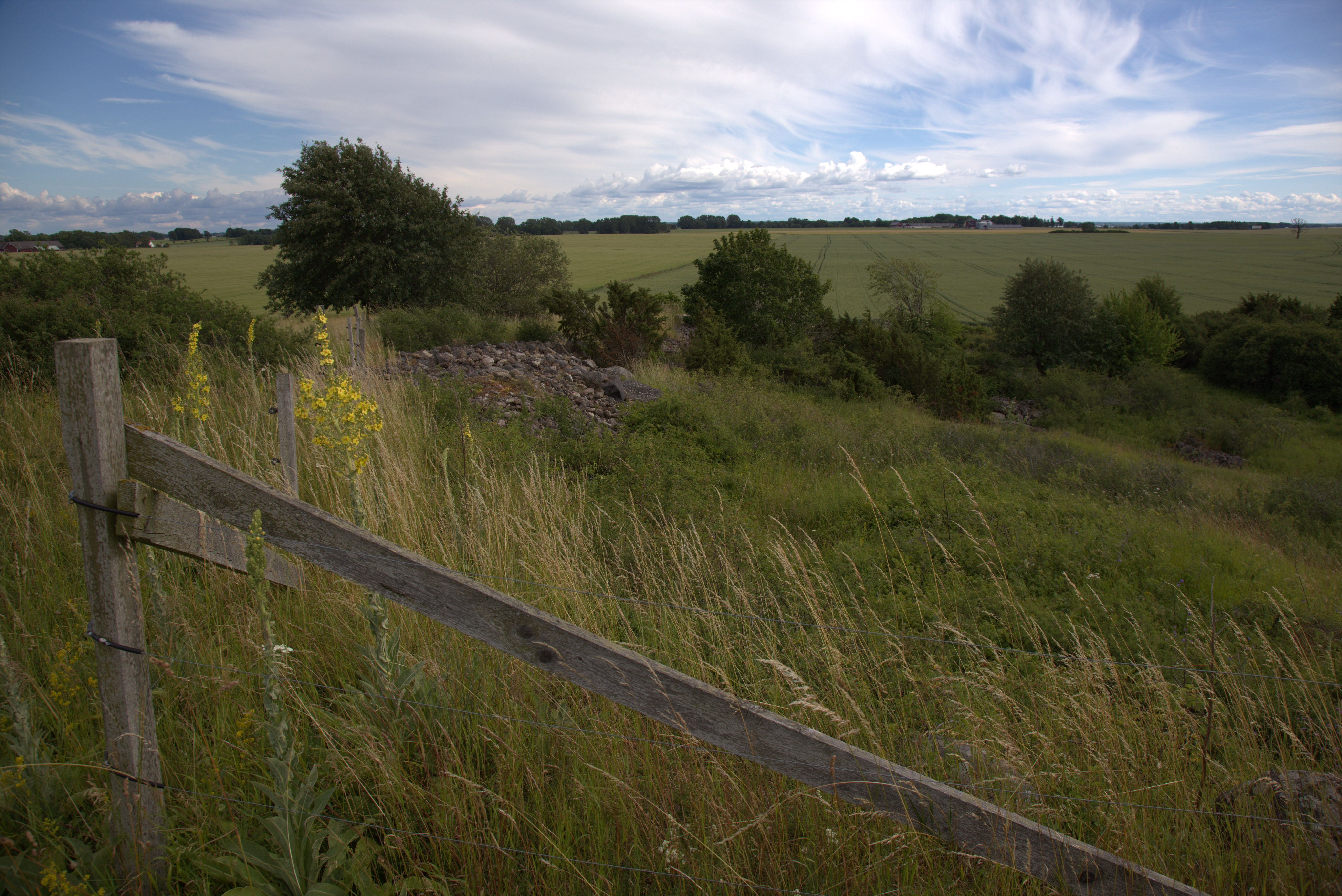
Utsikt åt söder.